# Gerard Damiano
Pour les articles homonymes, voir Damiano.
Gerard Damiano est un acteur et réalisateur américain né le 4 août 1928 et mort le 25 octobre 2008. Il est particulièrement connu pour ses films pornographiques Gorge profonde et The Devil in Miss Jones.

## Filmographie
- 1969 : We All Go Down
- 1970 : Teenie Tulip
- 1970 : Marriage Manual
- 1971 : Changes

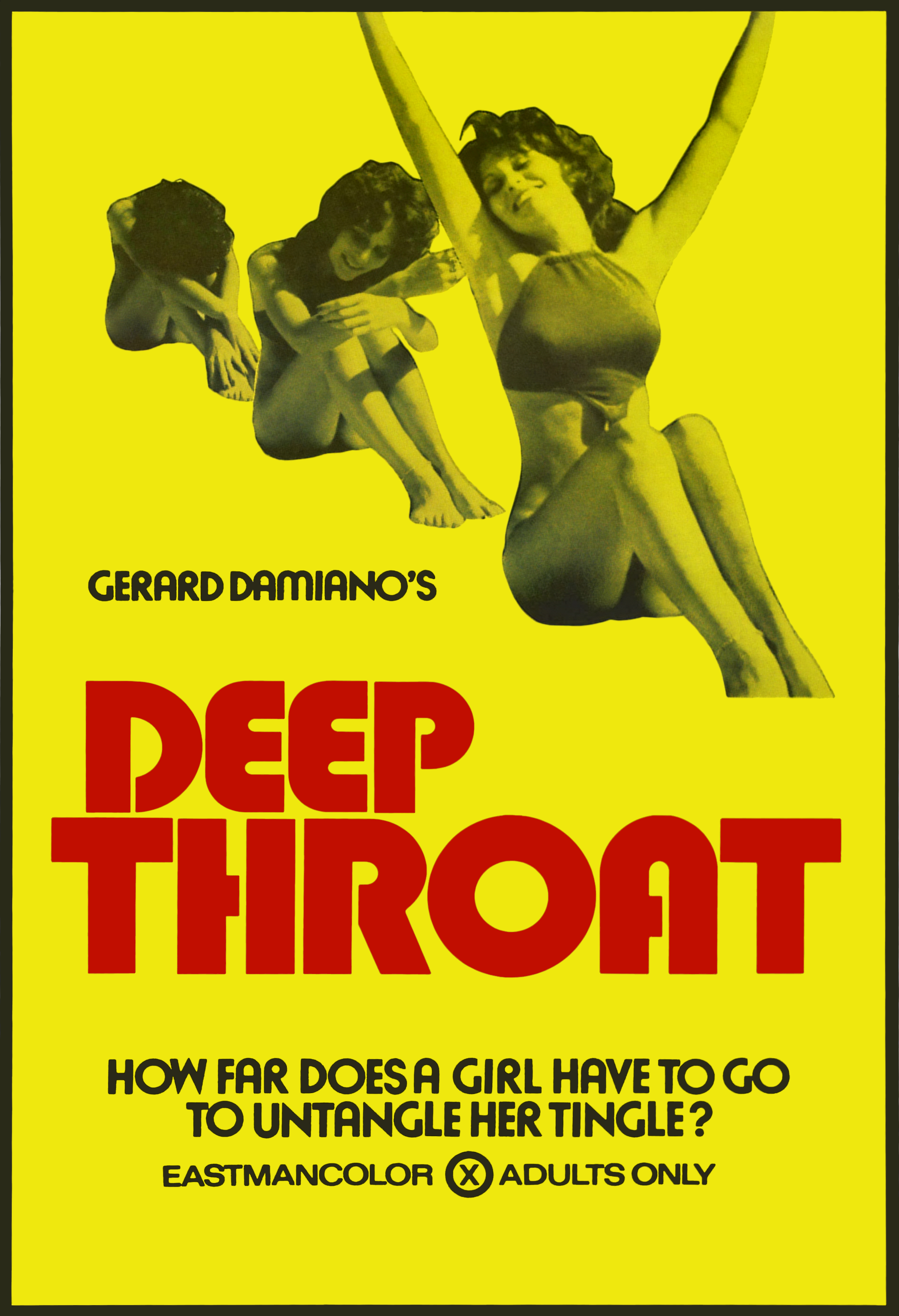
Affiche du film Gorge profonde (1972).

- 1972 : Gorge profonde (Deep Throat)
- 1972 : Meatball
- 1973 : The Devil in Miss Jones
- 1974 : The Magical Ring
- 1974 : Memories Within Miss Aggie
- 1974 : Portrait
- 1975 : The Story of Joanna
- 1976 : Let My Puppets Come (en)
- 1976 : Legacy of Satan
- 1977 : Odyssey
- 1977 : Competition (Joint Venture)
- 1978 : Skin-Flicks
- 1978 : People
- 1979 : For Richer, for Poorer
- 1979 : Fantasy
- 1981 : The Satisfiers of Alpha Blue
- 1981 : Never So Deep
- 1981 : Beyond Your Wildest Dreams
- 1982 : Consenting Adults
- 1983 : Return to Alpha Blue (vidéo)
- 1983 : Night Hunger
- 1983 : Flesh & Fantasy
- 1984 : Throat: 12 Years After
- 1985 : Flesh and Fantasy (Devil in Mr Jones)
- 1986 : Forbidden Bodies
- 1987 : Ultrasex
- 1987 : Slightly Used
- 1987 : Lessons in Lust
- 1987 : Future Sodom
- 1987 : Cravings
- 1988 : Ruthless Women
- 1988 : Candy's Little Sister, Sugar
- 1989 : Young Girls in Tight Jeans
- 1989 : Splendor in the Ass (vidéo)
- 1989 : Perils of Paula
- 1989 : Dirty Movies
- 1991 : Manbait 2 (vidéo)
- 1991 : Manbait
- 1991 : Just for the Hell of It
- 1991 : Buco profondo
- 1992 : Le Professoresse di sessuologia applicata
- 1992 : Eccitazione fatale
- 1993 : Naked Goddess (vidéo)
- 1994 : Naked Goddess 2 (vidéo)